# André Vène
André Vène (Paris, 10 août 1893 - Villerville, 2 mai 1980) était, banquier, fonctionnaire puis journaliste économique au journal Le Monde et auteur d'essais sur l'économie.

## Biographie
Fils du Docteur Louis Vène (1864-1910) et de Gabrielle Sergent (1869-1951), André Vène naît au 76 Faubourg du Temple dans le 11e arrondissement de Paris, il est le premier d'une fraterie de deux enfants. Il se marie en 1918 avec Nicole Bachelier. Il commence sa carrière dans le domaine financier en Extrême-Orient, où il travaille pour la Banque franco-chinoise de 1920 à 1927. Par la suite, il devient rédacteur pour divers journaux financiers, dont Le Pouvoir et le Contre, un périodique absorbé ultérieurement par L'Opinion.

Pendant la Seconde Guerre mondiale, de 1940 à 1946, il travaille dans des organismes officiels avant de revenir au journalisme financier. André Vène a été l'élève d'Eugène Ichac en économie. En 1956, il rejoint la rédaction de Le Monde, où il se distingue par ses chroniques et articles portant sur les défis économiques contemporains, notamment les problématiques de gouvernance et de contrôle des sociétés.
Parallèlement à ses activités journalistiques, André Vène publie plusieurs ouvrages. En 1946, il rédige Vie et Doctrine de Karl Marx, un livre remarqué par les spécialistes. Son œuvre principale, La Lutte du pouvoir et de l'argent (1972), propose une analyse critique de la gouvernance des entreprises et des pratiques de gestion, dénonçant parfois l'opacité de certaines structures économiques. Il y écrit notamment : « Un secret désir de certaines sociétés est des assemblées sans actionnaires ».
André Vène est également connu pour ses études sur John Maynard Keynes, qui enrichissent sa contribution au débat économique.
André Vène meurt le 2 Mai 1983 à Villerville dans le Calvados.

## Œuvres
Journaliste réputé, André Vène a écrit notamment :
- Antoine de Montchrétien et le nationalisme économique, Paris, Librairie de la société du recueil Sirey, 1923 (?).
- Vie et doctrine de Karl Marx, Les Editions de la nouvelle France, 1946.
- Réflexions sur le vrai John Meynard Keynes, juin 1952. Réédité par la Revue politique et parlementaire (RPP), numéro 1003-1004 : 100 auteurs pour un siècle, novembre 1999-février 2000.
- La lutte du pouvoir et de l'argent dans l'argent dans les sociétés par actions, Éditions d'organisation, 1972.